# ستودلي غرين (باكينجهامشير)
ستودلي غرين (بالإنجليزية: Studley Green)‏ هي قرية تقع في المملكة المتحدة في باكينجهامشير.